# Municipalité régionale d'York
Pour les articles homonymes, voir York (homonymie).

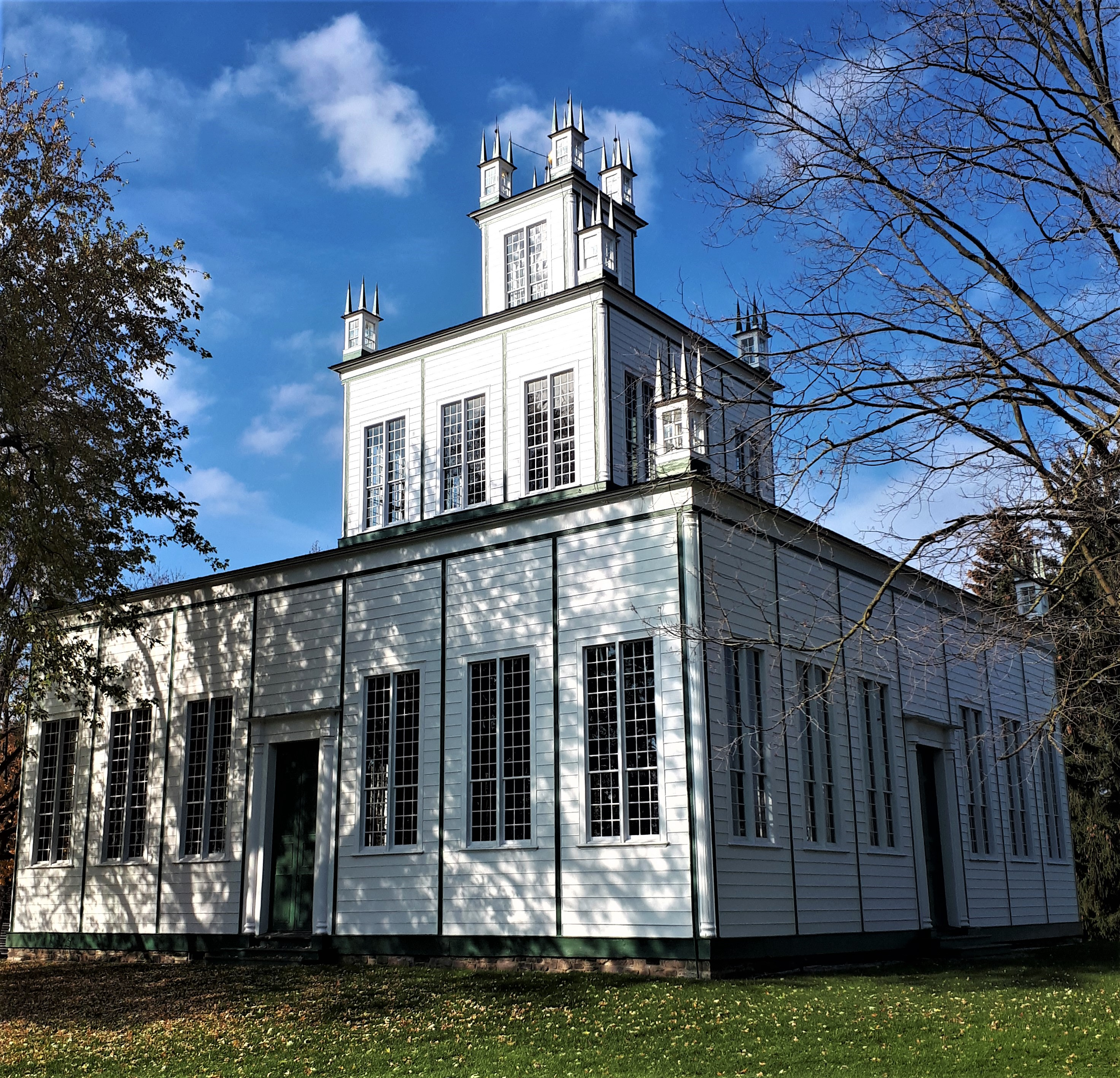
Temple de Sharon, Municipalité régionale d'York

La municipalité régionale d'York, ou la région de York, est une municipalité régionale ontarienne (Canada).

## Situation
Elle est située dans le sud de l'Ontario, entre le lac Simcoe et Toronto. Elle remplace l'ancien Comté d'York. La région entière fait partie du Grand Toronto et du Golden Horseshoe. Le centre administratif est à Newmarket.
La région d'York couvre une superficie de 1 776 kilomètres du lac Simcoe au nord à la ville de Toronto au sud. Sa limite orientale est partagée avec la municipalité régionale de Durham. À l'ouest est la municipalité régionale de Peel. Le Comté de Simcoe est au nord-ouest. Une carte de la région montre ses principales routes et ses communautés.
La région d'York comprend :
- Aurora
- East Gwillimbury
- Georgina
- Canton de King
- Markham
- Newmarket
- Richmond Hill
- Vaughan
- Whitchurch-Stouffville

Il y a aussi une réserve où les Ojibwés de l'île Georgina résident. Cette île est située dans le lac Simcoe.
Le paysage de la région d'York comprend des fermes, des zones humides, des kettles, la moraine d'Oak Ridges et plus de 2 070 hectares de forêt régionale, en plus des aires construites de ses municipalités.
|  |  |

## Chronologie municipale
La municipalité régionale d'York a remplacé l'ancien comté d'York en 1971. 

## Toponyme
Son nom rappelle la ville d'York en Angleterre et l'ancien nom de Toronto.

## Démographie
| 2001    | 2006    | 2011      | 2016      |
| ------- | ------- | --------- | --------- |
| 729 254 | 892 712 | 1 032 524 | 1 109 909 |

## Éducation
Le York Region District School Board a les écoles anglophones laïques publiques. Le York Catholic District School Board (EN) a les écoles anglophones catholiques publiques. Le Conseil scolaire Viamonde a les écoles francophones laïques publiques. Le Conseil scolaire catholique MonAvenir a les écoles francophones catholiques publiques.